# Lapurdie
Lapurdie (francouzsky Labourd, baskicky Lapurdi, španělsky Labort) je historické území ve Francii v departementu Pyrénées-Atlantiques, v podhůří Pyrenejí na pobřeží Biskajského zálivu. Je jednou ze sedmi historických provincií Baskicka, v jehož rámci je součástí Francouzského Baskicka.
Hlavním lapurdským městem je Bayonne, ačkoli hlavním městem byl až do Velké francouzské revoluce 13 km vzdálený Ustaritz, kde se scházeli místní baskičtí vůdci. Dalšími důležitými městy jsou Biarritz, Anglet (mezi Bayonne a Biarritzem), Hendaye, Ciboure a Saint-Jean-de-Luz podél pobřeží a Hasparren ve vnitrozemí. Tato oblast je známá pětidenními slavnostmi Fêtes de Bayonne a červenou paprikou z Espelette. 